# Pedicia subfalcata
Pedicia subfalcata är en tvåvingeart som beskrevs av Alexander 1941. Pedicia subfalcata ingår i släktet Pedicia och familjen hårögonharkrankar. Inga underarter finns listade i Catalogue of Life.